# Vackermyren
Vackermyren este o arie protejată (arie specială de conservare — SAC, sit de importanță comunitară — SCI) din Suedia întinsă pe o suprafață de 123,6 ha, integral pe uscat.

## Localizare
Centrul sitului Vackermyren este situat la coordonatele 63°27′39″N 15°21′09″E / 63.4609°N 15.3524°E.

## Înființare
Situl Vackermyren a fost declarat sit de importanță comunitară în ianuarie 1998 pentru a proteja 2 specii de plante și 3 specii de animale. Situl a fost protejat și ca arie specială de conservare în martie 2011.

## Biodiversitate
Situată în ecoregiunea boreală, aria protejată conține 3 habitate naturale: Taiga vestică, Păduri fino-scandinave bogate în ierburi cu Picea abies, Mlaștini alcaline.
La baza desemnării sitului se află mai multe specii protejate:
- plante (2): Calamagrostis chalybaea, papucul doamnei (Cypripedium calceolus)
- nevertebrate (3): Lycaena helle, Vertigo genesii, Vertigo geyeri